# Sciadotenia solimoesana
Sciadotenia solimoesana är en tvåhjärtbladig växtart som beskrevs av Harold Norman Moldenke. Sciadotenia solimoesana ingår i släktet Sciadotenia och familjen Menispermaceae. Inga underarter finns listade i Catalogue of Life.